# Architettura del sonno
In medicina, l'architettura del sonno è basata sul riconoscimento di due distinte fasi del sonno: 
- il sonno REM (dall'inglese Rapid Eye Movement, sonno con movimenti rapidi degli occhi);
- il sonno NREM, a sua volta diviso in quattro stadi (1 - 4).

Questi stadi sono definiti polisonnograficamente da diversi quadri elettroencefalografici. L’equilibrio tra sonno REM e NREM, insieme ai cicli del sonno, è cruciale per la salute fisica e mentale. 
La fisiologia del sonno studia i meccanismi biologici e neurofisiologici che regolano il sonno, comprendendo le diverse fasi e cicli, i ritmi circadiani, i processi di recupero e le funzioni che il sonno ha per il corpo e il cervello. Essa esplora come il sonno sia influenzato da fattori interni e fattori esterni. 